# Lijst van sidemen van Miles Davis
Deze lijst geeft een (incompleet) overzicht van de musici die als sidemen van Miles Davis speelden in diens bands. Sommigen werkten kort met hem samen op één album, terwijl anderen een langdurige samenwerking hadden en een belangrijke bijdrage leverden aan de evolutie van zijn muziekstijl. Door samen te werken met Miles Davis, hebben deze muzikanten de jazzmuziek veranderd en hebben ze bijgedragen aan de ontwikkeling van nieuwe stijlen en genres binnen de jazz, zoals fusion en jazzrock.

## A
- Cannonball Adderley: speelde op het beroemde album Kind of Blue uit 1959 en op het album Miles and Quincy Live at Montreux uit 1991.
- Kei Akagi: Japanse jazzpianist die in de jaren 80 en 90 in de band van Miles Davis speelde.
- Don Alias

## B
- John Beasley
- Easy Mo Bee: Amerikaanse hiphop-producer die in de jaren 90 met Miles Davis samenwerkte aan zijn album "Doo-Bop".
- Bob Berg: speelde saxofoon op het album We Want Miles uit 1981.

## C
- Ron Carter: was een vaste bassist in het tweede grote kwintet van Miles Davis van 1963 tot 1968 en speelde ook op veel van Miles' andere albums.
- Paul Chambers:  jazzbassist die in de jaren 50 en 60 regelmatig met Miles Davis speelde.
- Jimmy Cobb
- George Coleman
- John Coltrane
- Chick Corea: speelde keyboards op verschillende albums van Miles Davis in de late jaren 60 en vroege jaren 70, waaronder "Bitches Brew" en "In a Silent Way".

## E
- Bill Evans: was pianist op het legendarische album "Kind of Blue" uit 1959 en speelde ook op enkele andere albums van Miles Davis.
- Bill Evans

## F
- Foley: werkte op We Want Mile uit 1982 en Star People uit 1983. Foley's bijdrage aan de albums van Miles Davis wordt vaak beschouwd als vernieuwend en vooruitstrevend.
- Sonny Fortune
- Al Foster

## G
- Red Garland
- Kenny Garrett

## H
- Herbie Hancock: speelde keyboards op veel van de belangrijkste albums van Miles Davis uit de jaren 60 en 70, waaronder Maiden Voyage, Speak No Evil en In a Silent Way.
- Jimmy Heath
- Michael Henderson
- Dave Holland

## I
- Robert Irving III

## J
- Keith Jarrett
- Darryl Jones
- Philly Joe Jones

## K
- Wynton Kelly
- Lee Konitz

## L
- Azar Lawrence
- Dave Liebman
- Al McKibbon
- John McLaughlin: speelde gitaar op verschillende albums van Miles Davis uit de jaren 60 en vroege jaren 70, waaronder "Bitches Brew" en "On the Corner".

## M
- Jackie MacLean
- Bennie Maupin
- Palle Mikkelborg
- Marcus Miller: speelde bas op het album "Tutu" uit 1986 en was ook een belangrijke medewerker aan de muziek van Miles Davis in de jaren 80.
- Airto Moreira

## P
- Hermeto Pascoal

## R
- Sam Rivers
- Badal Roy

## S
- Mike Stern
- John Scofield
- Wayne Shorter: was saxofonist in het tweede grote kwintet van Miles Davis van 1964 tot 1970 en speelde op veel van Miles' andere albums, waaronder "E.S.P." en "Miles Smiles".
- Sonny Stitt

## T
- Gary Thomas: saxofonist en multi-instrumentalist die in de jaren 80 met Miles Davis samenwerkte en bekend stond om zijn avant-garde speelstijl.

## W
- Tony Williams: was drummer in het tweede grote kwintet van Miles Davis van 1963 tot 1969 en speelde op veel van Miles' belangrijkste albums uit die tijd, waaronder Nefertiti en Miles Smiles.

## Z
- Joe Zawinul: speelde in de jaren 60 en 70 als toetsenist. Hij was een belangrijk lid van de band die bijdroeg aan de evolutie van de jazzfusion en later een succesvolle carrière had als bandleider van de jazzrockgroep Weather Report.